# Micrathena guerini
Micrathena guerini là một loài nhện trong họ Araneidae.
Loài này thuộc chi Micrathena. Micrathena guerini được Eugen von Keyserling miêu tả năm 1864.